# Hagge (Szwecja)
Hagge – miejscowość (tätort) w Szwecji, w regionie administracyjnym (län) Dalarna, w gminie Smedjebacken.
Według danych Szwedzkiego Urzędu Statystycznego liczba ludności wyniosła: 297 (31 grudnia 2015), 294 (31 grudnia 2018) i 292 (31 grudnia 2019).